# Julio Bernárdez Barrios
Julio Ricardo Bernárdez Barrios (San Pedro Sula, Cortés, Honduras, 27 de junio de 1989) es un futbolista hondureño. Juega de defensa y su actual equipo es el Social Sol de la Liga Nacional de Honduras.

## Trayectoria
Debutó en Primera División con Parrillas One el domingo 1 de septiembre de 2013, en el partido que su equipo ganó por 1-0 ante el Real Sociedad. A inicios de 2014 fue cedido en calidad de préstamo al Juticalpa Fútbol Club de la Liga de Ascenso, equipo con el cual llegó hasta la final del Clausura 2014, pero la perdieron frente al Honduras Progreso.
Para el Torneo Apertura 2014 regresa al Parrillas One, haciéndose de un puesto en la zaga defensiva del cuadro parrillero, con quince partidos disputados en lo que fue del torneo mencionado. Al siguiente año descendió con su equipo a la segunda división. Sin embargo, el 20 de julio de 2015 se anunció su incorporación al Real Sociedad de Tocoa para continuar jugando en el máximo circuito.

## Clubes
| Club           | País     | Año             |
| -------------- | -------- | --------------- |
| Cruz Azul      | Honduras | 2008 - 2009     |
| Parrillas One  | Honduras | 2009 - 2013     |
| Juticalpa F.C. | Honduras | 2014            |
| Parrillas One  | Honduras | 2014 - 2015     |
| Real Sociedad  | Honduras | 2015            |
| Lepaera F.C.   | Honduras | 2016            |
| Social Sol     | Honduras | 2016 - Presente |

## Palmarés

### Campeonatos nacionales
| Título               | Club          | País     | Año  |
| -------------------- | ------------- | -------- | ---- |
| Apertura del Ascenso | Parrillas One | Honduras | 2010 |
| Clausura del Ascenso | Parrillas One | Honduras | 2012 |
| Clausura del Ascenso | Parrillas One | Honduras | 2013 |